# Tiago Monteiro

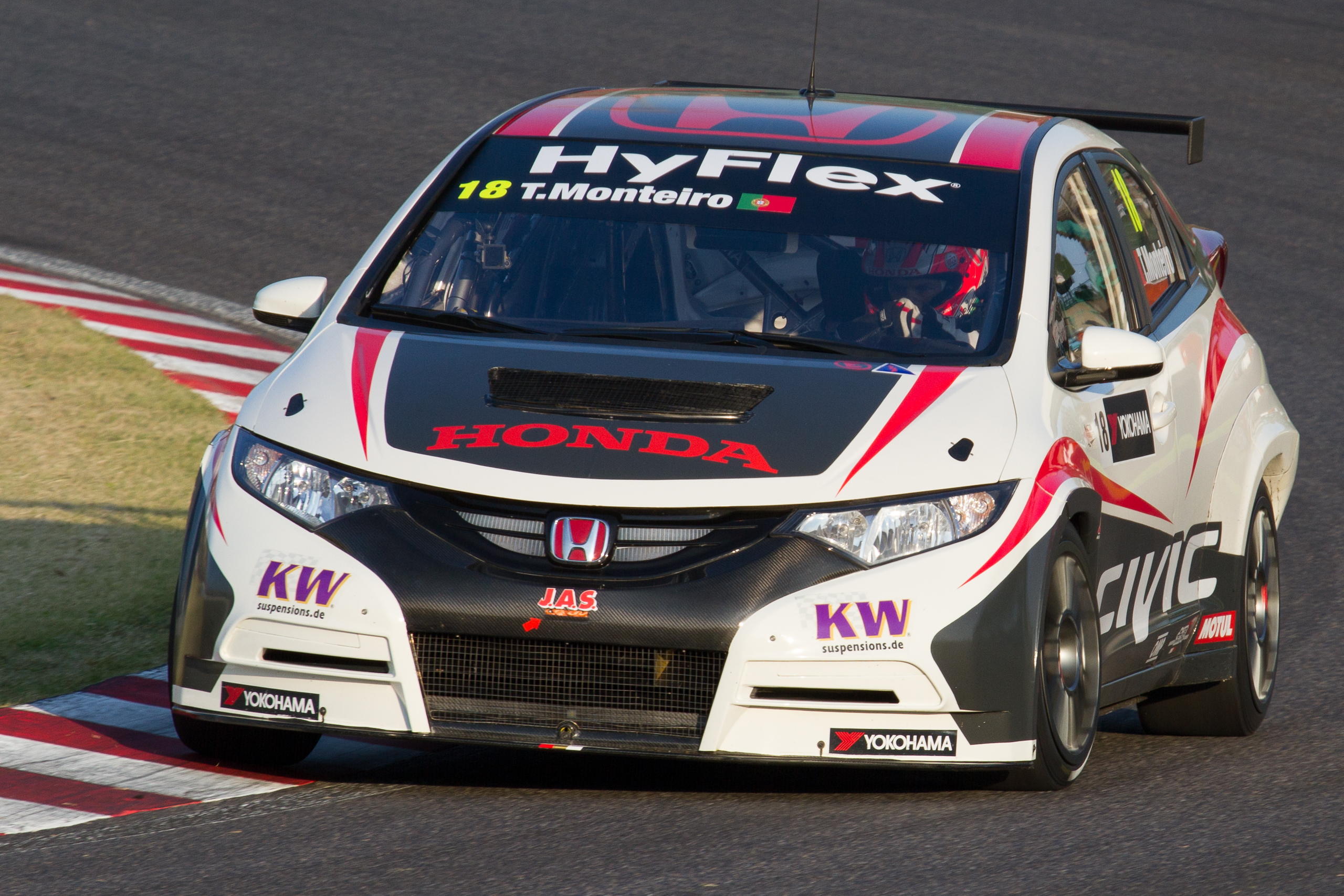
Tiago Monteiro w serii WTCC (2012)

Tiago Vagaroso da Costa Monteiro (ur. 24 lipca 1976 w Porto) – portugalski kierowca wyścigowy, reprezentował barwy zespołów Jordan Grand Prix i MF1 Racing w Formule 1. Obecnie jest kierowcą zespołu Castrol Honda World Touring Car Team w serii World Touring Car Championship.

## Życiorys
W 1997 roku startując we francuskim Pucharze Porsche Carrera odniósł kilka zwycięstw i zdobył tytuł mistrza w klasie B. Od 1998 do 2001 roku startował we francuskiej Formule 3 w zespole ASM Formule 3, zaliczając jednocześnie pojedyncze starty w innych seriach F3. W 2000 i 2001 roku został wicemistrzem francuskiej Formuły 3.
W 2002 roku wystartował w międzynarodowej Formule 3000 w której zajął 13. miejsce. W następnym sezonie przeniósł się do amerykańskiej serii Champ Car, gdzie w barwach zespołu Fittipaldi-Dingman Racing zajął 15. miejsce na koniec sezonu.
W sezonie 2004 wystartował w serii World Series by Nissan zdobywając tytuł wicemistrzowski. Jednocześnie pełnił rolę kierowcy testowego w zespole Formuły 1 – Minardi.
W sezonie 2005 zadebiutował w F1 w zespole Jordan i pobił rekord kolejnych ukończonych wyścigów przez debiutanta. Zdołał także stanąć na podium podczas kontrowersyjnego Grand Prix Stanów Zjednoczonych, po wycofaniu się zespołów korzystających z opon Michelin. W sezonie 2006 pozostał w tym samym zespole, jednak występował on już pod nazwą MF1 Racing.
W grudniu 2006 roku, zespół Spyker, który powstał z przekształcenia MF1 Racing ogłosił, że w sezonie 2007 ich kierowcą będzie Adrian Sutil zamiast Portugalczyka. W tej sytuacji Monteiro przeniósł się do serii WTCC w której występuje w zespole SEAT Sport.
Przez trzy lata startów w zespole Seata odniósł dwa zwycięstwa, a najlepszy wynik w klasyfikacji generalnej zanotował w 2009 kiedy zakończył sezon na dziewiątej pozycji. W sezonie 2010 Seat wycofał swój zespół fabryczny z WTCC, a Monteiro dołączył do zespołu Sunred Engineering. W dwóch latach startów z hiszpańską ekipą odniósł dwa zwycięstwa. Został sklasyfikowany odpowiednio na piątej i szóstej pozycji w klasyfikacji generalnej.
W 2012 roku Portugalczyk rozpoczął starty w fabrycznym zespole Hondy, dla której pierwsze zwycięstwo odniósł w sezonie 2013. Z dorobkiem 164 punktów został wówczas sklasyfikowany na ósmym miejscu w końcowej klasyfikacji kierowców, a japoński konstruktor świętował tytuł mistrzowski. W sezonie Monteiro nie wygrywał wyścigów, jednak regularnie zdobywał punkty i czterokrotnie stanął na podium. Sezon ukończył na piątym miejscu.

## Wyniki

### Formuła 1
| Rok  | Zespół            | Samochód    | Silnik                | Wyniki w poszczególnych eliminacjach | Wyniki w poszczególnych eliminacjach | Wyniki w poszczególnych eliminacjach | Wyniki w poszczególnych eliminacjach | Wyniki w poszczególnych eliminacjach | Wyniki w poszczególnych eliminacjach | Wyniki w poszczególnych eliminacjach | Wyniki w poszczególnych eliminacjach | Wyniki w poszczególnych eliminacjach | Wyniki w poszczególnych eliminacjach | Wyniki w poszczególnych eliminacjach | Wyniki w poszczególnych eliminacjach | Wyniki w poszczególnych eliminacjach | Wyniki w poszczególnych eliminacjach | Wyniki w poszczególnych eliminacjach | Wyniki w poszczególnych eliminacjach | Wyniki w poszczególnych eliminacjach | Wyniki w poszczególnych eliminacjach | Wyniki w poszczególnych eliminacjach | Pkt. | Msc. |
| ---- | ----------------- | ----------- | --------------------- | ------------------------------------ | ------------------------------------ | ------------------------------------ | ------------------------------------ | ------------------------------------ | ------------------------------------ | ------------------------------------ | ------------------------------------ | ------------------------------------ | ------------------------------------ | ------------------------------------ | ------------------------------------ | ------------------------------------ | ------------------------------------ | ------------------------------------ | ------------------------------------ | ------------------------------------ | ------------------------------------ | ------------------------------------ | ---- | ---- |
| 2005 |                   |             |                       | Australia                            | Malezja                              | Bahrajn                              | San Marino                           | Hiszpania                            | Monako                               | Unia Europejska                      | Kanada                               | Stany Zjednoczone                    | Francja                              | Wielka Brytania                      | Niemcy                               | Węgry                                | Turcja                               | Włochy                               | Belgia                               | Brazylia                             | Japonia                              |                                      | 7    | 16   |
| 2005 | Jordan Grand Prix | Jordan EJ15 | Toyota RVX-05 3.0 V10 | 16                                   | 12                                   | 10                                   | 13                                   | 12                                   | 13                                   | 15                                   | 10                                   | 3                                    | 13                                   | 17                                   | 17                                   | 13                                   | 15                                   | 17                                   | 8                                    | NU                                   | 13                                   | 11                                   | 7    | 16   |
| 2006 |                   |             |                       | Bahrajn                              | Malezja                              | Australia                            | San Marino                           | Unia Europejska                      | Hiszpania                            | Monako                               | Wielka Brytania                      | Kanada                               | Stany Zjednoczone                    | Francja                              | Niemcy                               | Węgry                                | Turcja                               | Włochy                               |                                      | Japonia                              | Brazylia                             |                                      | 0    | 21   |
| 2006 | MF1 Racing        | Midland M16 | Toyota RVX-06 2.4 V8  | 17                                   | 13                                   | NU                                   | 16                                   | 12                                   | 16                                   | 15                                   | 16                                   | 14                                   | NU                                   | NU                                   | DK                                   | 9                                    | NU                                   | NU                                   | -                                    | -                                    | -                                    |                                      | 0    | 21   |
| 2006 | Spyker MF1 Team   | Midland M16 | Toyota RVX-06 2.4 V8  | -                                    | -                                    | -                                    | -                                    | -                                    | -                                    | -                                    | -                                    | -                                    | -                                    | -                                    | -                                    | -                                    | -                                    | -                                    | NU                                   | 16                                   | 15                                   |                                      | 0    | 21   |

### Podsumowanie startów
| Sezon | Seria                            | Zespół                                    | Starty | PP | Zwyc. | Punkty | Pozycja |
| ----- | -------------------------------- | ----------------------------------------- | ------ | -- | ----- | ------ | ------- |
| 1997  | Francuski Puchar Porsche Carrera |                                           |        |    |       |        |         |
| 1998  | Francuska Formuła 3              | Signature Compétition                     |        | 0  | 0     | 31     | 12.     |
| 1999  | Francuska Formuła 3              | ASM Formule 3                             | 20     | 1  | 1     | 149    | 6.      |
| 2000  | Francuska Formuła 3              | ASM Formule 3                             |        |    | 4     | 133    | 2.      |
| 2001  | Francuska Formuła 3              | ASM Formule 3                             | 11     | 5  | 4     | 171    | 2.      |
| 2002  | Formuła 3000                     | Super Nova Racing                         | 12     | 0  | 0     | 2      | 13.     |
| 2003  | Champ Car                        | Fittipaldi-Dingman Racing                 | 17     | 0  | 0     | 29     | 15.     |
| 2004  | World Series by Nissan           | Carlin Motorsport                         | 18     | 4  | 5     | 135    | 2.      |
| 2005  | Formuła 1                        | Jordan Grand Prix                         | 19     | 0  | 0     | 7      | 16.     |
| 2006  | Formuła 1                        | MF1 Racing                                | 18     | 0  | 0     | 0      | 21.     |
| 2007  | World Touring Car Championship   | SEAT Sport                                | 20     | 1  | 0     | 38     | 11.     |
| 2008  | World Touring Car Championship   | SEAT Sport                                | 24     | 0  | 2     | 43     | 12.     |
| 2009  | World Touring Car Championship   | SEAT Sport                                | 24     | 0  | 0     | 44     | 9.      |
| 2010  | World Touring Car Championship   | SR-Sport                                  | 22     | 1  | 2     | 177    | 5.      |
| 2011  | World Touring Car Championship   | SUNRED Engineering                        | 23     | 0  | 0     | 117    | 6.      |
| 2012  | World Touring Car Championship   | Tuenti Racing Team, Honda Racing Team JAS | 24     | 0  | 0     | 95     | 9.      |
| 2013  | World Touring Car Championship   | Castrol Honda World Touring Car Team      | 23     | 0  | 1     | 164    | 8.      |
| 2014  | World Touring Car Championship   | Castrol Honda World Touring Car Team      | 23     | 0  | 0     | 186    | 5.      |